# آنجلینا مانگو
آنجلینا مانگو (به انگلیسی: Angelina Mango) (زاده ۱۰ آوریل ۲۰۰۱) خواننده و ترانه‌سرا ایتالیایی است.
او نماینده ایتالیا در یوروویژن ۲۰۲۴ بود.